# Mitchell Jarvis
Mitchell Jarvis es un actor, Director de fotografía y escritor estadounidense. 

## Filmografía y Créditos Televisivos
| Año       | Título                                     | Papel                       | Notas            |
| --------- | ------------------------------------------ | --------------------------- | ---------------- |
| 2005      | Midnight Clear                             | Caroler                     | Papel Principal  |
| 2006      | Midnight Clear                             | Mitch                       | Papel Principal  |
| 2009      | John Dunn's Last Run                       | Trooper Ralph Baffey        | Papel Secundario |
| 2007-2009 | Ley y orden: Unidad de víctimas especiales | Jasper Grice / Tony Accardo | 2 episodios      |
| 2010-2011 | Billy Green                                | Julian, The Assistant       | Papel Principal  |
| 2013      | It Could Be Worse                          | Sam Atkinson                | Papel Principal  |
| 2013      | Fool's Day                                 | Officer O'Donnell           | Papel Secundario |
| 2013      | Resident Advisor                           | Dean Slater                 | Papel Principal  |
| 2014      | Happy Baby                                 | Jon Berry                   | Papel Secundario |
| 2014      | Opening Night                              | Shakespeare/Janitor         | Papel Secundario |